# Dryopteris subimpressa
Dryopteris subimpressa är en träjonväxtart som beskrevs av Loyal. Dryopteris subimpressa ingår i släktet Dryopteris och familjen Dryopteridaceae. Inga underarter finns listade.